# Danza Macabra (Saint-Saëns)
La Danza Macabra op. 40 ("Danse Macabre" - Poème Symphonique) è un poema sinfonico composto nell'ottobre del 1874 da Camille Saint-Saëns.

## La composizione

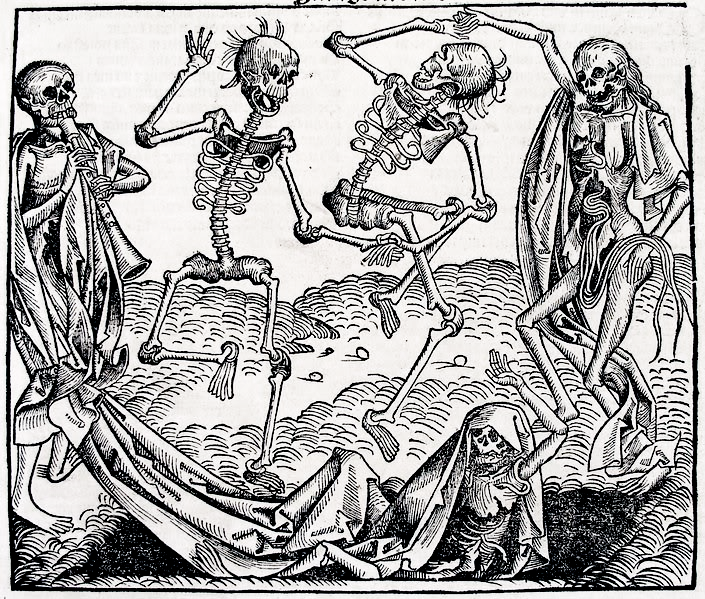
Danza Macabra di Michael Wolgemut

La Danza Macabra op. 40 nacque come chanson per voce e pianoforte, su testo di un poemetto grottesco di Jean Lahor, pseudonimo di Henri Cazalis, ispirato all'omonima ballata di Goethe in cui la Morte suona un violino scordato in un cimitero. La chanson venne successivamente strumentata e ne nacque il poema sinfonico, eseguito per la prima volta il 24 gennaio 1875 al Théâtre-Lyrique du Châtelet di Parigi, dove qualche settimana prima era stato presentato il Phaéton op. 39, dello stesso Saint-Saëns.
Riuscitissima, come molta opera dell'Autore, nella strumentazione e nell'effetto desiderato, dopo una prima accoglienza che le cronache raccontano accolta da fischi, quest'opera ebbe poi da subito un successo travolgente che dura ancora, cui contribuì l'altrettanto celebre trascrizione pianistica di Franz Liszt, riveduta nel Novecento da Vladimir Horowitz.

## Il testo del poemetto di Jean Lahor (Henri Cazalis)
Di seguito, il poemetto in quartine Égalité, Fraternité, scritto, sotto lo pseudonimo di Jean Lahor, da Henri Cazalis e pubblicato nella sua raccolta Mélancolie (Parigi, Alphonse Lemerre, 1868):
Zig et zig et zag, la mort en cadence / Frappant une tombe avec son talon, / La mort à minuit joue un air de danse, / Zig et zig et zag, sur son violon.
Le vent d'hiver souffle, et la nuit est sombre, / Des gémissements sortent des tilleuls; / Les squelettes blancs vont à travers l'ombre / Courant et sautant sous leurs grands linceuls,
Zig et zig et zag, chacun se trémousse, / On entend claquer les os des danseurs, / Un couple lascif s’assoit sur la mousse / Comme pour goûter d'anciennes douceurs.
Zig et zig et zag, la mort continue / De racler sans fin son aigre instrument. / Un voile est tombé! La danseuse est nue! / Son danseur la serre amoureusement.
La dame est, dit-on, marquise ou baronne. / Et le vert galant un pauvre charron - / Horreur! Et voilà qu'elle s'abandonne / Comme si le rustre était un baron!
Zig et zig et zig, quelle sarabande! / Quels cercles de morts se donnant la main! / Zig et zig et zag, on voit dans la bande / Le roi gambader auprès du vilain!
Mais psit! tout à coup on quitte la ronde, / On se pousse, on fuit, le coq a chanté / Oh! La belle nuit pour le pauvre monde! / Et vive la mort et l'égalité!

## Analisi della composizione

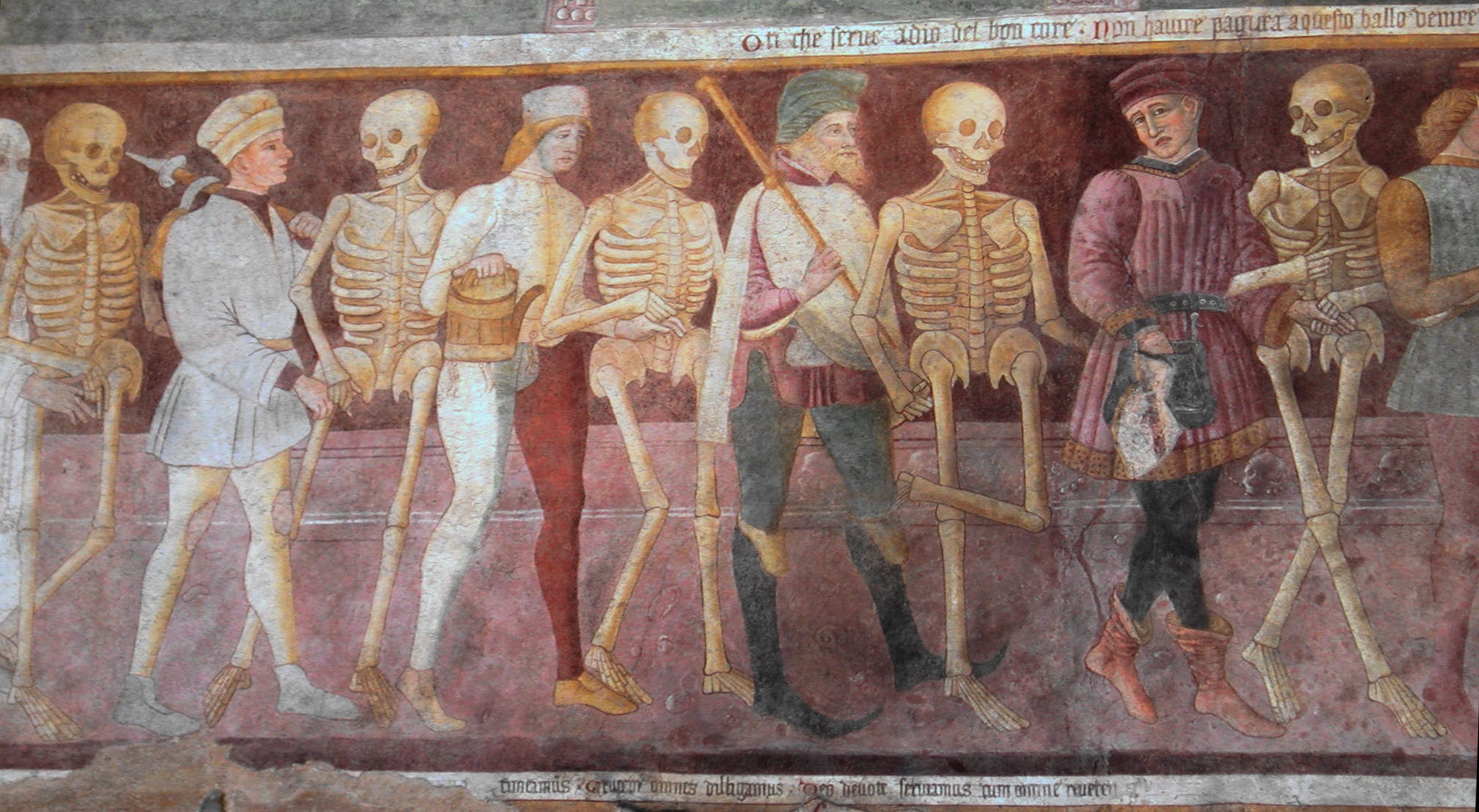
Clusone, Oratorio dei Disciplini, Danza Macabra

I dodici rintocchi della mezzanotte sono eseguiti pizzicando una corda d'arpa (quella del Re).
Si odono strani passi nel cimitero, riprodotti da un contrabbasso pizzicato e allora appare la Morte che suona il violino. Il violino della Morte, oltre ad avere la corda più alta "scordata" appositamente, suona anche in tonalità diversa: infatti esegue degli accordi di Mi minore, mentre il brano è in Mi maggiore. Questo tema, il tema del richiamo, rappresenta la Morte che accorda il violino ed è costituito da tre suoni: Re, Mi♭ e Sol.
Il tema A rappresenta i corpi dei defunti che si levano dalle tombe. Tutta la melodia si svolge sulla successione cromatica di sei semitoni: Sol, La♭, La, Si♭, Si e Do. Inizia con un'introduzione "spettrale" del flauto accompagnato dall'arpa per poi passare agli archi. Una terzina di timpani e riappare la Morte che comincia a suonare la sua lamentosa melodia con il suo violino scordato. Gli scheletri escono dalle tombe: sono rappresentati dal flauto e dopo la loro introduzione sulla scena riappare il violino della Morte. Avvolti in bianchi sudari si mettono a ballare forsennatamente: questa scena è descritta dal violino e dall'orchestra, sotto i rintocchi cadenzati del triangolo e dei timpani, tutti in fortissimo.
La danza vera e propria è formata da contrabbassi e violoncelli (sempre in fortissimo) che ripropongono il tema B inframmezzati da suoni "animaleschi" degli ottoni: le grida e le risa dei defunti. Nel quadro successivo riappare il tema A suonato dal violino scordato della Morte e a intervalli si presenta lo xilofono, una rappresentazione comica del rumore secco delle ossa degli scheletri che danzano. Il tema B diventa una fuga, una variazione sul famoso tema del Dies irae, suonato da tutta l'orchestra e poi presentato prima dai legni e poi dai tromboni. Un'altra variazione sul tema B: introduzione del violino, passaggio ai legni, ritorno al violino e ripresa da tutti gli archi. Il silenzio è rotto dalla Morte che riprende a suonare prima il tema A e poi il tema B, sotto forma di canone, presentato da violino, trombe e xilofoni. A questo segue un breve tema di passaggio eseguito dall'orchestra al completo, poi decrescere in un pianissimo: l'orchestra ripropone frammenti del tema A interrotti dal rullare in crescendo dei timpani. Il tema passa poi alle trombe.
Inizia un folle crescendo: gli archi imitano le folate del vento mentre il violino scordato suona di nuovo il tema A e il tema B (quest'ultimo variato): il crescendo arriva a un fortissimo, fatto dalla sovrapposizione del tema A suonato dagli archi e del tema B, riproposto dagli ottoni, il tutto scandito dall'assordante esplodere degli archi. Persino il vento (rappresentato ancora dagli archi) si unisce al coro degli spiriti (orchestra).
Improvvisamente si arresta tutto. Si sente solo un oboe, che rappresenta il canto del gallo, ovvero l'alba. Un rabbioso colpo di timpani e il tremolo d'archi segna la fine della ridda e la Morte, vinta dall'arrivo dell'alba, suona il tema conclusivo con il suo scordato violino. La scena e la composizione si concludono con un pizzicato d'archi.